# Abagrotis minimalis
Abagrotis minimalis är en fjärilsart som beskrevs av Augustus Radcliffe Grote 1879. Abagrotis minimalis ingår i släktet Abagrotis och familjen nattflyn. Inga underarter finns listade i Catalogue of Life.